# 池永康晟
池永 康晟（いけなが やすなり、1965年10月3日（59歳） - ）は、日本画家。大分県津久見市生まれ。
自身が染め上げた麻布に岩絵具で描く美人画が特徴。竹久夢二以来の天才美人画家、現代美人画の祖、と称される。

## 略歴・人物
1984年、大分県立芸術短大付属緑丘高校（現、大分県立芸術緑丘高等学校）美術科を卒業する。高校卒業後、上京して独学で日本画を描き始める。2012年、〈うつふせて泣いたるきみは未だ夏果の微匂ひ・樹子（なつこ）〉で第8回菅楯彦大賞展佳作賞一席・百花堂賞受賞。
作品の発表は2005年からと遅かったが「自分の色を見つけるために、十数年色見本を作り続けたため」と説明している。
発表当時から日本画における人物画の復興を提唱し、画集〈美人画づくし〉の監修などを通じて新人発掘に尽力し、2015年以降の現代美人画ブームを牽引した。

## スペイン違法エスタンプ事件
2018年、スペインの版画工房で違法なエスタンプが多数作られ、翌年日本に輸入販売した古物商ら三名が書類送検された。

## 画集
- 『池永康晟画集 君想ふ百夜の幸福』（芸術新聞社、2014年[7]、 ISBN 978-4-87586-387-8)
- 『池永康晟の美人画ぬりえ 百満月の輪郭』（エムディエヌコーポレーション、2016年、ISBN 978-4844366294)
- 『池永康晟画集 少女百遍の鬱憂』（玄光社、2019年[2]、ISBN 978-4-7683-1215-5）
- 『美人画づくし』(芸術新聞社、2016年、ISBN 978-4875864981)
- 『美人画づくし 弐』(芸術新聞社、2019年、ISBN 978-4875865544)
- 『美人画づくし 参』(芸術新聞社、2021年、ISBN 978-4875866091)

## 装丁画
- 花房観音 - 『寂花の雫』『萌えいづる』（実業之日本社文庫）、『指人形』（講談社文庫）、『花びらめくり』『くちびる遊び』（新潮文庫）
- 連城三紀彦 - 『宵待草夜情 新装版』（ハルキ文庫）
- スペイン-『Por favor, cuida de mamá』Shin Kyung-sook (Grijalbo、2011年、ISBN 978-8425346255)、 『Cuentos de amor』Junichirô Tanizaki（ALFAGUARA、ISBN 978-8420413617）
- アメリカ-『Seven Japanese Tales』Junichiro Tanizaki (Vintage、 ISBN 978-0679761075)
- イタリア-『La chiave』Jun'ichirō Tanizaki (Bompiani、2016年、ISBN 978-8845283017) 『La gatta』Jun'ichirō Tanizaki (Bompiani、2018年、ISBN 978-8845298820) 『Libro d'ombra』Jun'ichirō Tanizaki (Bompiani、2018年、ISBN 978-8845292996） 『Denti di leone』Yasunari Kawabata (Mondadori、2019年、ISBN 978-8804710370) 『Mille gru』Yasunari Kawabata (Mondadori、2019年、ISBN 978-8804714675） 『Diario di un vecchio pazzo』Junichiro Tanizaki (Bompiani、2020年、ISBN 978-8845243752) 『La casa delle belle addormentate』Yasunari Kawabata (Mondadori、2020年、ISBN 978-8804719571）

### その他の作品
- 美人画「宵支度・由依」[8]（収録作品；横山由依ファースト写真集「ゆいはん」2015年2月5日発売、学研パブリッシング[9]）